# John Kuck
John Kuck (Estados Unidos, 27 de abril de 1905-21 de septiembre de 1986) fue un atleta estadounidense, especialista en la prueba de lanzamiento de peso en la que llegó a ser campeón olímpico en 1928.

## Carrera deportiva
En los JJ. OO. de Ámsterdam 1928 ganó la medalla de oro en el lanzamiento de peso, llegando hasta los 15.87 metros que fue récord del mundo, superando a su compatriota estadounidense Herman Brix y al alemán Emil Hirschfeld (bronce con 15.72 metros).